# Josef Spichtinger
Josef Spichtinger (* 8. Juli 1926 in Winklarn; † 8. Januar 1996) war ein deutscher Kommunalpolitiker.

## Werdegang
Spichtinger war Regierungsinspektor beim Landratsamt Oberviechtach. Nach dem Tod von Josef Zwick wurde er am 7. Juli 1968 auf Wahlvorschlag der CSU zum Landrat des Landkreises Oberviechtach gewählt. Er blieb bis zur Auflösung des Landkreises im Zuge der Kreisgebietsreform am 1. Juli 1972 im Amt. Ab 1970 war er außerdem Mitglied des Bezirkstags der Oberpfalz.

## Ehrungen
Er erhielt er die Goldene Bürgermedaille der Stadt Oberviechtach. Zudem war er Ehrenbürger von Winklarn.
Spichtinger war Vizepräsident des Oberpfälzer Kulturbundes und wurde dort zum Ehrenmitglied ernannt. Zudem war er Vorstandsmitglied des Oberpfälzer Waldvereins und Gründungsvorstand des Oberviechtacher Zweigvereins. Nach seinem Tod übernahm die vorherige Leiterin der Damengruppe und Schatzmeisterin Emma Schießl das Amt der Vorsitzenden des Oberviechtacher Zweigvereins, die 2018 hierfür mit dem Ehrenzeichen des bayerischen Ministerpräsidenten geehrt wurde. 1989 gründete er eine GmbH zur Errichtung und zum Betrieb des Alten- und Pflegeheimes Oberviechtach. Er war auch seit 1975 Ehrenmitglied des Oberviechtacher Kolping-Spielmannszugs.
Nach Spichtinger ist in Oberviechtach der Spazierweg Josef-Spichtinger-Weg benannt.